# 丘斯佩山
10°31′00″S 76°43′24″W / 10.51667°S 76.72333°W
丘斯佩山（Chuspe），是秘魯的山峰，位於該國中部，由利馬大區和帕斯科大區負責管轄，屬於安地斯山脈中勞拉山脈的一部分，海拔高度5,000米。